# Le Voleur de foudre
Le Voleur de foudre (The Lightning Thief), écrit par Rick Riordan et paru aux éditions Miramax en 2005, est le premier tome de la série Percy Jackson. Il a été traduit en français par Mona de Pracontal la même année.

## Résumé
Percy est un adolescent de 12 ans. Après avoir passé une année dans une école de laquelle il s'est fait renvoyer, Percy doit partir à cause d'une attaque de monstre, c'est alors qu'un minotaure agresse sa mère et lui. Rejoint par son ami Grover, en réalité un satyre apprenti protecteur, il se réfugie dans une colonie où il découvre qu'il est le fils de Poséidon et que Zeus et d’autres monstres l'accusent d'avoir volé son éclair. 
Percy se voit alors confier une quête pour récupérer l'éclair. Et il ne sera pas seul : Grover et son amie Annabeth, fille de la déesse Athéna, se dirigent avec lui vers les Enfers, là où selon toute vraisemblance, l'éclair est caché. En chemin, ils affrontent les Furies, Méduse, un piège tendu par Héphaïstos pour piéger Arès, le casino des Lotophages et enfin Procuste. Dans les Enfers, Hadès menace Percy et affirme qu'il est innocent : non seulement il n'a pas volé la foudre, mais en plus on lui a volé son casque d'invisibilité. Percy et ses compagnons s'échappent des Enfers. Percy affronte Arès, le complice du voleur des deux objets magiques, et le bat. Il rend son casque à Hadès (qui en récompense permet à la mère de Percy de revivre) et son éclair à Zeus. Revenu à la colonie, Percy découvre que le voleur était en réalité Luke Castellan, fils d'Hermès, manipulé par Cronos, qui cherche à revenir du Tartare pour se venger des dieux olympiens.

## Personnages

### Méduse
Le personnage principal, Percy, suivi de ses deux acolytes, Grover et Annabeth se lancent dans une quête très longue et complexe pour prouver qu'il n'a pas l'éclair car ils doivent récupérer l’éclair de Zeus et le lui rendre. Après s’être enfuis de leur précédente épreuve, affamés et ayant marchés plusieurs kilomètres, Percy, Grover et Annabeth se retrouvent face au « Palais du nain de jardin de tatie Em ». Méduse, ne révélant pas sa véritable identité, leur offre un bon repas et leur propose de faire une photo, afin de les pétrifier, mais Annabeth comprend le stratagème de Méduse et empêche les deux garçons de la regarder dans les yeux.
Percy utilise son bouclier pour contrer le regard pétrifiant de la Gorgone et il la tue en lui tranchant la gorge.

## Prophétie
Percy Jackson reçoit la prophétie de l'Oracle. Il l'annonce aux pensionnaires par la suite. 
Tu iras à l'ouest et tu rencontreras le dieu qui s'est retourné, 1

Tu trouveras ce qui fut volé et le verra restituer sans dommage, 2

Tu seras trahi par quelqu'un qui se dit ton ami, 3

Mais à la fin, tu n'arriveras pas à sauver ce qui compte le plus.4
- 1 Percy s'est rendu vers l'ouest des États-Unis pour rencontrer Hadès mais en réalité le "dieu qui s'est retourné" était Arès.
- 2 Percy a trouvé l'éclair primitif de Zeus et le casque d'invisibilité d'Hadès et les a restitués sans dommage.
- 3 Percy fut trahi par Luke Castellan, fils d'Hermès qui se disait son ami alors qu'il avait volé les deux objets et travaillait pour Cronos, le roi des Titans.
- 4 Percy n'est pas parvenu à ramener sa mère des Enfers, son principal objectif. Hadès la libère tout de même car il a récupéré son casque d'invisibilité.

## Adaptations

### Cinéma
En juin 2004, 20th Century Fox a acquis les droits de faire un film du livre. En novembre, Joe Stillman a été embauché pour adapter le film du livre. En avril 2007, le réalisateur de film Chris Columbus a été embauché pour le projet.
Début mars 2009, les acteurs choisis pour deux rôles principaux ont été désignés : Logan Lerman, dans le rôle de Percy Jackson, et Brandon T. Jackson, dans le rôle de Grover. Le tournage débutera, quant à lui, au mois d'avril 2009, en Europe, sous la direction de Chris Columbus.
Le 19 mars 2009, il est annoncé qu'une jeune actrice venait de décrocher le premier rôle féminin de la série : Alexandra Daddario. Elle incarna donc Annabeth, la fille d’Athéna âgée de 12 ans, qui combat au côté du héros Percy Jackson. Le tournage a lieu à Vancouver sous la direction de Chris Columbus.
Le film est sorti en France le 10 février 2010.

### Série télévisée
Le 14 mai 2020, l’auteur Rick Riordan annonce qu'une série en prises de vues réelles est en développement et sortira sur Disney+. La première saison sera basée sur le premier roman de la saga : Le Voleur de Foudre.

### Bande dessinée
Le Voleur de Foudre, a été publiée aux États-Unis aux Éditions Hyperion. Le scénario a été adapté par Robert Venditti et dessiné par Attila Futaki. Elle est sortie en France en avril 2011 aux Éditions 12 bis.

### Comédie musicale
La comédie musicale Le Voleur de foudre, écrite par Rob Rokicki et un livret de Joe Tracz (2014), est basée sur le roman de Rick Riordan.